# Coleophora fulvosquamella
Coleophora fulvosquamella é uma espécie de mariposa do gênero Coleophora pertencente à família Coleophoridae.